# Achy Breaky Heart
Achy Breaky Heart ist ein Lied, das 1990 von Don Von Tress geschrieben wurde. Es wurde erstmals 1991 von den Marcy Brothers unter dem Titel Don’t Tell My Heart eingesungen. Bekannt wurde es vor allem durch die Version vom US-amerikanischen Sänger Billy Ray Cyrus. Sie befindet sich auf seinem Debütalbum Some Gave All (1992) und war zugleich seine Debütsingle.

## Hintergrund
Achy Breaky Heart wurde 1990 von Songwriter Don Von Tress aus Cypress Inn, Tennessee geschrieben, der nach eigenen Angaben „nur mit der Gitarre und einem Drumcomputer herumspielte“. Der Song sollte ursprünglich Anfang der 1990er Jahre von den Oak Ridge Boys aufgenommen werden, aber die Gruppe entschied sich gegen die Aufnahme, nachdem Leadsänger Duane Allen gesagt haben soll, dass ihm die Worte „achy breaky“ nicht gefielen. Später schob die Band den schwarzen Peter aber ihrer Plattenfirma RCA Records zu, die den Song angeblich abgelehnt haben sollen. Es wurde dann 1991 unter dem Titel Don’t Tell My Heart von den Marcy Brothers mit einigen abgeänderten Textpassagen aufgenommen und den späteren Catchphrase in„ achin' breakin“ abänderten.
Billy Ray Cyrus hörte Von Tress’ Version des Songs und entschied sich, ihn 1992 in sein Debütalbum Some Gave All aufzunehmen.

## Musikvideo
Es gibt zwei sehr ähnliche Versionen des Videos zu diesem Lied. Unter der Regie von Marc Ball wurde es bei einem Live-Auftritt im Paramount Arts Center in Ashland, Kentucky, gefilmt. Die für Country-Sender veröffentlichte Version beginnt mit einer Aufnahme des Theaters und endet mit lang anhaltendem Applaus des Publikums. Die bei MTV veröffentlichte Version (die auch auf Cyrus' YouTube-Account zu finden ist) beginnt mit dem Aussteigen von Cyrus aus einer Limousine, und der abschließende Beifall des Publikums ist viel kürzer.
Das Musikvideo zu diesem Song führte dazu, dass der Line Dance in den Mainstream vordrang.

## Nutzung im Sport
Die Fans vieler britischer Fußballvereine haben Gesänge nach der Melodie des Liedes angestimmt, darunter West Ham United (über Dimitri Payet), FC Arsenal (über Mesut Özil), Newcastle United, Tottenham Hotspur (über Dele Alli), Cardiff City (über Malky Mackay) sowie Celtic Glasgow und Manchester United (über Park Ji-sung). Es wurde auch als Don’t Take Me Home adaptiert, das von den Anhängern mehrerer Fußballnationalmannschaften gesungen wurde, darunter England, Wales, die Republik Irland und Schweden. Der Gesang wurde insbesondere mit dem Einzug von Wales ins Halbfinale der Fußball-Europameisterschaft 2016 in Verbindung gebracht, und gab dem Dokumentarfilm Don’t Take Me Home über die Leistungen der Mannschaft bei diesem Turnier seinen Namen.

## Rezeption

### Rezensionen
J.D. Considine von der Baltimore Sun schrieb: „Es gibt wohl kaum ein perfekteres Beispiel dafür, wie der zeitgenössische Country den Sound des Rock 'n' Roll übernommen hat, als Billy Ray Cyrus' Single Achy Breaky Heart. Zwischen dem bodenständigen Twang des Gesangs und der Beharrlichkeit der Boogie-Gitarren-Licks hat sie keine Mühe, die Grenze zwischen Südstaaten-Rock und Nashville-Sentimentalität zu überschreiten.“ Eine Rezension des Cashbox Magazins war ebenfalls positiv: „Der Song ist gut, aber es ist vor allem [Billy Ray Cyrus’] Performance, die einen in Atem hält.“ Paul Mathur vom Melody Maker sagte, es sei wie „ein Country-Song, der von einem Eskimo gemacht wurde“. Parry Gettelman vom Orlando Sentinel meinte, das Lied habe „eine eingängige Melodie, aber die Art, von der man sich wünscht, sie wäre weniger eingängig. Sie bleibt im Gedächtnis haften wie ein Werbejingle. Außerdem ist der Song nervtötend voll von Wortspielen.“
Der Song erreichte Platz 23 auf CMT’s 100 Greatest Videos in 2008, Platz 2 auf VH1's 50 Most Awesomely Bad Songs, und Blender Magazine's 50 Worst Songs Ever. Im Jahr 2007 wurde der Song auf Platz 87 der VH1's 100 Greatest Songs of the '90s eingestuft.
Trotz der anfänglich negativen Kritiken hat sich der Song zu einem Kultklassiker entwickelt. Für sein 2017 erschienenes Album Set the Record Straight nahm Cyrus eine aktualisierte Version des Songs auf. Mitglieder der Muscle Shoals Rhythm Section wirkten an der Aufnahme mit, die der Rolling Stone als „näher am Demo des Songwriters Don Von Tress“ bezeichnete.

### Chartplatzierungen
Cyrus’ Version des Songs stand 1992 fünf Wochen lang an der Spitze der Billboard Hot-Country-Songs-Charts. Dies war die längste Zeit seit Skip a Rope von Henson Cargill im Jahr 1967, die eine Debütsingle an der Spitze dieser Charts verbrachte-. ErstAustin von Blake Shelton im Jahr 2001 blieb länger in den Charts.
Es war in Australien die meistverkaufte Single des Jahres 1992. In den Vereinigten Staaten wurde der Song zu einem Crossover-Hit im Pop- und Country-Radio, der auf der Billboard Hot 100 landete. Es war auch die erste Country-Single seit Islands in the Stream von Kenny Rogers und Dolly Parton im Jahr 1983, die mit Platin ausgezeichnet wurde. Die Single erreichte in mehreren Ländern die Spitze der Charts, und nachdem sie bei Top of the Pops im Vereinigten Königreich gezeigt wurde, erreichte sie Platz 3 der britischen Singles-Charts. Es war Cyrus' größter Single-Hit in den USA, bis er auf dem Song Old Town Road des Rappers Lil Nas X zu hören war, der 27 Jahre später ebenfalls auf Platz 1 der Billboard Hot 100 landete.
| ChartsChartplatzierungen       | Höchstplatzierung | Wochen |
| ------------------------------ | ----------------- | ------ |
| Deutschland (GfK)              | 27 (25 Wo.)       | 25     |
| Österreich (Ö3)                | 6 (12 Wo.)        | 12     |
| Schweiz (IFPI)                 | 22 (11 Wo.)       | 11     |
| Vereinigte Staaten (Billboard) | 4 (25 Wo.)        | 25     |
| Vereinigtes Königreich (OCC)   | 3 (10 Wo.)        | 10     |

| ChartsJahrescharts (1992)      | Platzierung |
| ------------------------------ | ----------- |
| Deutschland (GfK)              | 88          |
| Vereinigte Staaten (Billboard) | 15          |

### Auszeichnungen für Musikverkäufe
| Land/Region                  | Auszeichnungen für Musikverkäufe (Land/Region, Auszeichnung, Verkäufe) | Verkäufe  |
| ---------------------------- | ---------------------------------------------------------------------- | --------- |
| Australien (ARIA)            | 2× Platin                                                              | 140.000   |
| Dänemark (IFPI)              | Gold                                                                   | 45.000    |
| Neuseeland (RMNZ)            | Platin                                                                 | 10.000    |
| Vereinigte Staaten (RIAA)    | Platin                                                                 | 1.000.000 |
| Vereinigtes Königreich (BPI) | Silber                                                                 | 200.000   |
| Insgesamt                    | 1× Silber · 1× Gold · 4× Platin ·                                      | 1.395.000 |

## Bekannte Cover und Parodien
Alvin und die Chipmunks coverten den Song 1992 auf Chipmunks in Low Places. Diese Version, in der Cyrus eine Sprechrolle übernahm, erreichte Platz 71 der Billboard Hot Country Songs und war damit ihr erster Eintrag in einer Billboard-Chart seit 32 Jahren. Im Vereinigten Königreich erreichte diese Version Ende Dezember 1992 Platz 53 und in Australien erreichte es Anfang 1993 Platz 61.
| ChartsChartplatzierungen     | Höchstplatzierung | Wochen |
| ---------------------------- | ----------------- | ------ |
| Vereinigtes Königreich (OCC) | 53 (3 Wo.)        | 3      |

Weird "Al" Yankovic parodierte den Song auf seinem Album Alapalooza als Achy Breaky Song, in dem er den DJ anfleht, Billy Ray Cyrus' Achy Breaky Heart nicht mehr zu spielen; er könne ABBA, Village People, New Kids on the Block, sogar Slim Whitman und Yoko Ono tolerieren, aber er würde wirklich durchdrehen, wenn er Achy Breaky Heart noch einmal hören müsste. Es war der erste Song von Yankovic, der in den US-amerikanischen Country-Radios Airplay bekam. Die Erlöse aus dem Song gingen an die United Cerebral Palsy Association, die sich um die Belange von Menschen mit Infantiler Zerebralparese kümmerte. Yankovic hatte ein schlechtes Gewissen, das seine Version etwas bösartig wurde, und wollte daher etwas Gutes aus seiner Version machen.
Im Jahr 2014 veröffentlichte der Rapper Buck 22 eine Hip-Hop-Version des Songs mit Cyrus namens Achy Breaky 2, in der Cyrus seine Rolle im Refrain erneut übernahm. Cyrus sagt zwar nie explizit, dass der Song eine Parodie ist, aber der Text und das dazugehörige Video nehmen eindeutig Bezug auf das Image von Tochter Miley als böses Mädchen. Cyrus bemerkte in einem Artikel im Rolling Stone, dass er hoffe, dass seine Tochter die eine Kritik erreiche, in der geschrieben wurde, dass das Video ihren Auftritt bei den VMAs wie die Sesamstraße aussehen ließe.
Eine spanische Version des Liedes mit dem Titel No rompas más (mi pobre corazón) (auch bekannt als No rompas mi corazón) wurde 1994 von Eduardo Gameros, Sänger und Geiger der mexikanischen Country-Musikgruppe Caballo Dorado, aufgenommen. Das Lied wird auf Partys oft mit einem anderen Lied der Gruppe, Payaso de rodeo, kombiniert. Eine gemischtsprachige (Englische und Spanische) Duettversion von Cyrus und Caballo Dorado feierte 2017 das 25-jährige Jubiläum des Songs.